# Goreń Duży
Goreń Duży – wieś w Polsce położona w województwie kujawsko-pomorskim, w powiecie włocławskim, w gminie Baruchowo.
W latach 1954–1957 wieś należała i była siedzibą władz gromady Goreń Duży, po jej zniesieniu w gromadzie Kłotno. W latach 1975–1998 miejscowość administracyjnie należała do województwa włocławskiego. Według Narodowego Spisu Powszechnego (III 2011 r.) liczyła 281 mieszkańców. Jest trzecią co do wielkości miejscowością gminy Baruchowo.